# Consécration à la Vierge
Consécration à la Vierge est un tableau réalisé en 1599 par la peintre italienne Lavinia Fontana. De format vertical, cette huile sur toile est une Madone conservée depuis 1861-1862 au musée des Beaux-Arts de Marseille, à Marseille, dans les Bouches-du-Rhône, en France.
La peinture représente la consécration de Marie au Ciel, en présence d'anges musiciens et de saints. À genoux devant elle face à Agnès de Rome, Hélène désigne à la Vierge la scène qui se déroule au premier plan. À gauche, deux garçonnets reçoivent une clé de Donnino de Fidenza. À droite, deux filles légèrement plus âgées s'apprêtent à être ointes par Pierre Chrysologue. Il s'agit des enfants de la famille Gnetti, dont une chapelle de la basilique Santa Maria dei Servi de Bologne a initialement accueilli le tableau. 